# Newton Heath
Newton Heath este un district al orașului Manchester în comitatul Greater Manchester, regiunea North West, Anglia.  Este situat pe drumul A62 (care leagă orașele Manchester și Leeds), la aproximativ trei mile nord-est de centrul orașului.